# Taxa de licença de televisão

Financiamento dos canais de televisão e rádio públicos europeus:
----
Taxa de licença
Somente financiado por uma taxa de licença
Financiado por uma taxa de licença e publicidade
Financiado por uma taxa de licença, publicidade e subsídios do governo
----
Sem taxa de licença
Financiado por publicidade e subsídios do governo
Não possui canais de TV ou rádio públicos, apenas canais comerciais
Somente financiado por subsídios do governo
Desconhecido

Uma taxa de licença de televisão é um pagamento exigido em muitos países para a recepção de transmissões de televisão ou a posse de um aparelho de televisão, onde algumas transmissões são financiadas total ou parcialmente pela taxa de licença paga. A taxa às vezes também é necessária para possuir um rádio ou receber transmissões de rádio. Uma licença de TV é, portanto, efetivamente um imposto direto para fins de financiamento da radiodifusão pública, permitindo, assim, que emissoras públicas transmitam programas de televisão sem ou com financiamento suplementar de anúncios de rádio e televisão. No entanto, em alguns casos, o equilíbrio entre financiamento público e anúncios é o oposto - a emissora polonesa TVP recebe mais fundos de anúncios do que de seus impostos de TV.

## História
Os primeiros dias da radiodifusão apresentavam aos radiodifusores o problema de como levantar fundos para seus serviços. Alguns países adotaram o modelo de publicidade, mas muitos outros adotaram um modelo de assinatura pública obrigatória, com a assinatura na forma de uma licença de transmissão paga por famílias que possuem um aparelho de rádio (e, posteriormente, um aparelho de TV).
O Reino Unido foi o primeiro país a adotar o modelo compulsório de subscrição pública com a taxa de licenciamento destinada à BBC, que foi criada em 1º de janeiro de 1927 pela Carta Régia para produzir programas financiados publicamente e permanecer independente do governo, tanto gerencialmente quanto financeiramente.
Com a chegada da televisão, alguns países criaram uma licença de televisão adicional separada, enquanto outros simplesmente aumentaram a taxa de licença de rádio para cobrir o custo adicional da transmissão de TV, mudando o nome da licença de "licença de rádio" para "licença de TV" ou "licença de receptor". Hoje, a maioria dos países financia a radiodifusão pública a partir da mesma taxa de licença usada para a televisão, embora alguns ainda tenham licenças de rádio separadas ou apliquem uma taxa mais baixa ou nenhuma taxa para os consumidores que só têm um rádio. Alguns países também têm taxas diferentes para usuários com TV colorida ou preto e branco. Muitos dão descontos, ou não cobram taxa, para consumidores idosos e/ou com deficiência.
Confrontados com o problema da evasão de taxas de licenciamento, alguns países optam por financiar emissoras públicas diretamente da tributação ou através de outros métodos menos evitáveis, como um co-pagamento com faturamento de eletricidade. As emissoras públicas nacionais em alguns países também realizam publicidade suplementar.
O Conselho da Europa criou a Convenção Europeia sobre a Televisão Transfronteiriça em 1989, que regula, entre outras coisas, as normas de publicidade, o tempo e o formato das pausas, o que também tem um efeito indireto sobre o uso do licenciamento. Em 1993, este tratado entrou em vigor quando alcançou 7 ratificações, incluindo 5 estados-membros. Desde então, foi acedido por 34 países, a partir de 2010.

## Taxas de licenças de televisão em todo o mundo
O Museum of Broadcast Communications, em Chicago, nos Estados Unidos, observou que dois terços dos países da Europa e metade dos países da Ásia e da África usam licenças de televisão para financiar a televisão pública. O licenciamento de TV é raro nas Américas, sendo em grande parte restrito aos departamentos ultramarinos franceses e aos Territórios Ultramarinos Britânicos.
Em alguns países, os sites de canais de rádio e de radiodifusão também são financiados por uma taxa de licença, dando acesso a serviços de rádio e web sem publicidade comercial. O custo real e a implementação da licença de televisão variam muito de país para país.

### África do Sul
A taxa de licença na África do Sul é de 265 rands (cerca de € 23) por ano (312 rands por ano, se for paga mensalmente) pela TV. Uma taxa de 70 rands é paga por pessoas com mais de 70 anos e pessoas com deficiência ou veteranos de guerra que estão em bem-estar social. A taxa de licenciamento financia parcialmente a emissora pública, a South African Broadcasting Corporation. A SABC, ao contrário de algumas outras emissoras públicas, obtém grande parte de sua receita com publicidade. As propostas para abolir a taxa estão circulando desde outubro de 2009. A emissora pública espera receber financiamento inteiramente por meio de subsídios estatais e comerciais.[carece de fontes?]

### Albânia
A taxa de licença albanesa é de 100 lekes (o equivalente a € 0,80) por mês, cobrada na conta de eletricidade. No entanto, a taxa de licença representa apenas uma pequena parte do financiamento da emissora pública RTSH. A RTSH é financiada principalmente pelo governo através de impostos (58%), os restantes 42% vem de comerciais e da taxa de licença.

### Alemanha
A taxa de licença na Alemanha é agora uma contribuição geral de € 17,50 por mês (€ 210 por ano) para todos os lares, residências secundárias, casas de férias e casas de veraneio e é pagável independentemente do equipamento ou uso da televisão/rádio. As empresas e instituições também devem contribuir (o montante é baseado em vários fatores, incluindo o número de funcionários, veículos e, para hotéis, número de quartos). A taxa é cobrada mensalmente, mas normalmente paga trimestralmente (pagamentos antecipados anuais são possíveis). É recolhido por uma agência de cobrança pública chamada Beitragsservice von ARD, ZDF und Deutschlandradio, que é criticada pelas suas medidas por vezes inadequadas. Desde 2013, apenas os beneficiários de um determinado tipo de prestações sociais, como o Arbeitslosengeld II, ou os empréstimos e subsídios estudantis, estão isentos da taxa de licença e os que têm determinadas incapacidades podem candidatar-se a pagar uma contribuição reduzida de 5,83 euros. Os baixos rendimentos em geral, como os dos trabalhadores independentes, estagiários e a obtenção do subsídio de desemprego completo (Arbeitslosengeld I) já não são motivo para uma isenção.
Antes de 2013, apenas famílias e empresas com pelo menos uma televisão eram obrigadas a pagar. Famílias sem televisões, mas com um rádio ou um dispositivo compatível com a Internet, estavam sujeitas a uma taxa reduzida apenas por rádio.
A taxa de licença é utilizada para financiar as emissoras públicas ZDF e Deutschlandradio, bem como as nove emissoras regionais da rede ARD, que juntas possuem 22 canais de televisão (10 regionais, 10 nacionais, 2 internacionais: Arte e 3sat) e 61 estações de rádio (58 regionais, 3 nacionais). Duas estações nacionais de televisão e 32 estações de rádio regionais têm publicidade limitada. As 14 autoridades reguladoras regionais para as emissoras privadas também são financiadas pela taxa de licença (e não por subsídios do governo), e em alguns estados, estações de rádio comunitárias sem fins lucrativos também recebem pequenas quantias da taxa de licença. Em contraste com a ARD, ZDF e Deutschlandradio, a emissora internacional da Alemanha, a Deutsche Welle, é totalmente financiada pelo governo federal alemão, embora grande parte de seu novo conteúdo seja fornecido pela ARD.
A Alemanha tem atualmente um dos maiores orçamentos totais de radiodifusão pública do mundo. O orçamento per capita está próximo da média europeia. A receita anual com taxas de licenciamento alcançou mais de 7,9 bilhões de euros em 2016.
A banca de emissoras públicas processou os estados alemães por interferência em seu processo orçamentário, e em 11 de setembro de 2007 a Suprema Corte decidiu em seu favor. Isso efetivamente tornou a instituição pública de radiodifusão independente e autogovernada.
As emissoras públicas anunciaram que estão determinadas a utilizar todas as formas disponíveis para alcançar seus "clientes" e, como tal, iniciaram uma presença muito ampla na Internet com portais de mídia, notícias e programas de TV. As emissoras nacionais abandonaram uma promessa anterior de restringir suas atividades on-line. Isso resultou em jornais tomando medidas judiciais contra a ARD, alegando que o aplicativo de smartphone Tagessschau, da ARD, que fornece notícias sem custo para o usuário do aplicativo, foi injustamente subsidiado pela taxa de licença, em detrimento dos provedores de conteúdo livre de aplicativos de conteúdo de notícias. O caso foi encerrado com o tribunal aconselhando os dois lados a chegarem a um acordo.

### Áustria
De acordo com a Austria RGG (Lei de Licença de Rádio e TV da Áustria), todos os equipamentos de recepção de radiodifusão em uso ou operacionais em um determinado local devem ser registrados. A localização do equipamento é considerada local de residência ou qualquer outro local com um propósito uniforme de uso.
A agência responsável pela administração de licenças na Áustria é a GIS - Gebühren Info Service GmbH, uma subsidiária da ORF, a emissora pública austríaca, bem como uma agência do Ministério das Finanças, encarregada de desempenhar funções relacionadas com interesses nacionais. O volume de transações em 2007 foi de 682 milhões de euros, dos quais 66% são alocados à ORF para financiar a organização e seus programas, e 35% são alocados ao governo federal e aos governos locais (impostos e financiamento de atividades culturais locais). O GIS emprega cerca de 191 pessoas e aproximadamente 125 freelancers em serviço de campo. 3,4 milhões de famílias austríacas são registradas com GIS. A percentagem de evasores de licenças na Áustria é de 2,5%.
O principal princípio da estratégia de comunicação do GIS é informar em vez de controlar. Para atingir esse objetivo, o GIS usa uma estratégia de comunicação de quatro canais:
- Atividades acima da linha (campanhas publicitárias em mídia impressa, rádio e TV).
- Mala direta.
- Canais de distribuição - estabelecimentos onde as pessoas podem adquirir os formulários necessários para o registro (correios, bancos, tabacarias e cinco Centros de Serviços GIS em toda a Áustria).
- Serviço de campo - consultores de clientes que visitam domicílios ainda não registrados.

A licença anual de rádio e televisão varia de preço de estado para estado. Em Viena, a taxa é de €315.96 para televisão e €87.96 para rádio.

### Coreia do Sul
Na Coreia do Sul, a taxa de licenciamento de televisão (em coreano: 수신료 징수 제) que financia as emissoras públicas coreanas KBS e EBS e é de ₩30.000 por ano (cerca de €20.67). Ficou nesse nível desde 1981 e agora representa menos de 40% da receita da KBS e menos de 8% da receita da EBS. A taxa serve para manter a radiodifusão pública na Coreia do Sul e fornecer aos emissores públicos os recursos para fazer o melhor para produzir e transmitir programas de interesse público. A taxa é cobrada pela Korea Electric Power Corporation através das contas de eletricidade.

### Croácia
A taxa de licença na Croácia é regulada pela Lei de Radiotelevisão da Croácia. A taxa é cobrada de todos os proprietários de equipamentos capazes de receber transmissões de TV e rádio. O valor total anual da taxa é estabelecido a cada ano como um percentual do salário líquido médio do ano anterior, atualmente igual a 1,5%. Isso equivale a cerca de 137 euros por ano por família com pelo menos um receptor de rádio ou TV.
A taxa é a principal fonte de receita da emissora nacional Hrvatska Radiotelevizija (HRT) e uma fonte secundária de renda para outras emissoras nacionais e locais, que recebem uma parcela minoritária desse dinheiro. Os Estatutos da Radiotelevisão da Croácia dividem ainda a sua quota maioritária para 66% para a televisão e 34% para a rádio, e estabelece novas regras financeiras.
De acordo com a lei, as propagandas e uma série de outras fontes de renda são permitidas à HRT. No entanto, a porcentagem de tempo de antena que pode ser dedicada à publicidade é limitada por lei a 9% por hora e é menor do que a que se aplica a emissoras comerciais. Além disso, outras regras regulam a publicidade na HRT, incluindo um limite em um único comercial durante intervalos curtos, sem intervalos durante filmes, etc.
A lei de televisão croata foi formada em conformidade com a Convenção Europeia sobre Televisão Transfronteiriça que a Croácia havia aderido entre 1999 e 2002

### Dinamarca
A taxa de licença na Dinamarca, a partir de 2016, é de 2477 coroas dinamarquesas (332 €). Esta taxa se aplica a todas as TVs, computadores com acesso à Internet ou com sintonizadores de TV ou outros dispositivos que podem receber transmissão de TV, o que significa que é preciso pagar a licença da TV se tiver um telefone celular relativamente novo. A taxa de TV em preto e branco não é mais oferecida após 1º de janeiro de 2007. A maior parte da taxa de licença é usada para financiar a emissora nacional de rádio e TV DR. No entanto, uma proporção é usada para financiar os serviços regionais da TV2. A própria TV2 costumava obter recursos da taxa de licença, mas agora é financiada exclusivamente por receita de publicidade. Embora economicamente independente da taxa de licenciamento, a TV2 continua a ter obrigações e requisitos para servir o público, estabelecidos no chamado "contrato de serviço público" entre o governo e todos os prestadores de serviços públicos. Os comerciais da TV2 só podem ser transmitidos entre programas, incluindo filmes. A TV2 recebe subsídios indiretos por meio de empréstimos favoráveis do estado da Dinamarca. A TV2 também recebe uma parte menor da licença para suas 8 emissoras de TV regionais, que têm meia hora do horário nobre diário do canal (sem comerciais), e podem solicitar mais tempo em um novo canal de TV regional especial. (Este canal regional tem vários outros radiodifusores não comerciais além dos programas regionais da TV2).
Em 2018, o governo da Dinamarca decidiu abolir a taxa a partir de 2019.

### Eslováquia
A taxa de licença na Eslováquia é de 4,64 euros por mês (55,68 euros por ano). Além da taxa de licença, a emissora pública RTVS também é financiada por subsídios estatais e publicidade.

### Eslovénia
Desde junho de 2013, a taxa de licença anual na Eslovénia é de € 153,00 (€ 12,75 por mês) para receber serviços de rádio e televisão, ou € 45,24 (€ 3,77 por mês) apenas para serviços de rádio pagos pelo mês. Esse valor é pago uma vez por domicílio, independentemente do número de televisões ou rádios (ou outros dispositivos capazes de receber transmissões de TV ou rádio). As empresas e os trabalhadores autônomos pagam esse valor para cada conjunto, e pagam taxas mais altas quando são destinados à visualização pública e não ao uso privado de seus funcionários.
A taxa de licença é usada para financiar a emissora nacional RTV Slovenija. No ano civil de 2007, a taxa de licença aumentou 78,1 milhões de euros, ou aproximadamente 68% da receita operacional total. A emissora complementa essa receita com publicidade, que, em comparação, proporcionou receitas de € 21,6 milhões em 2007, ou cerca de 19% da receita operacional.

### Finlândia
Em 2013, a Finlândia substituiu a licença de televisão por um imposto público direto de radiodifusão incondicional (finlandês: yleisradiovero, sueco: rundradioskatt) para contribuintes individuais, que é de até 163 euros, dependendo do rendimento. Os menores rendimentos, menores de 18 anos e residentes nas Ilhas Åland estão isentos do imposto. Os recursos são usados para financiar a empresa de radiodifusão pública Yleisradio.

### França
Em 2018, a taxa de licença de televisão na França (continental e Córsega) é de 139 euros e nos departamentos ultramarinos e coletividades era de 89 euros. A arrecadação proveniente da taxa de licença mantém a Radio France, France Télévisions e Radio França Internacional. A França metropolitana recebe a France 2, France 3, France 5, Arte, France 4 e France Ô, enquanto os departamentos ultramarinos recebem também a Outre-Mer 1ère e a France Ô, além dos canais metropolitanos, agora disponíveis através da expansão do serviço de televisão digital terrestre. As emissoras públicas na França complementam sua receita de taxas de licenciamento com receita de publicidade, mas mudanças na lei em 2009 destinadas a impedir a competição por audiência nas TVs públicas, impediram as emissoras públicas de veicular propagandas depois das 20h. Entre 1998 e 2004, a proporção da receita da France Télévisions proveniente de publicidade caiu de cerca de 40% para 30%. Para manter o custo de cobrança baixo, a taxa de licença na França é coletada como parte dos impostos locais.

### Grécia
A taxa de licença na Grécia é indireta, mas obrigatória e paga através de contas de eletricidade. O montante a ser pago é de € 51,60 (em 2013) para cada conta separada da empresa de eletricidade (incluindo residência, escritórios, lojas e outros locais fornecidos com eletricidade). Seu beneficiário é a emissora estatal Ellinikí Radiofonía Tileórasi (ERT). A receita anual prevista para 2006 da ERT a partir da taxa de licença (oficialmente denominada taxa "retributiva") é de 262,6 milhões de euros (de 214,3 milhões de euros em 2005).
Tem havido alguma discussão sobre a imposição de uma taxa de licença direta após reclamações de pessoas que não possuem um aparelho de televisão e ainda são forçadas a financiar a ERT. Uma piada frequentemente citada é que até mesmo os mortos pagam a taxa de licença (já que os cemitérios pagam as contas de eletricidade).
Em junho de 2013, a ERT foi fechada para economizar dinheiro para o governo grego. Foi anunciado durante esse período que as taxas de licença devem ser suspensas temporariamente. Mas em junho de 2015, no governo do primeiro-ministro grego Aléxis Tsípras, a ERT foi reaberta. Hoje, a taxa de licença grega é de € 36 por ano.

### Irlanda
A partir de 2012, o custo de uma licença de televisão na Irlanda é de 160 €. Em 2006, a taxa foi de € 158, acima dos € 155 em 2005. No entanto, a licença é gratuita para qualquer pessoa com mais de 70 anos (independentemente de meios ou circunstâncias), para mais de 66 anos e para cegos (embora estas licenças sejam de fato paga pelo estado). O correio irlandês, An Post, é responsável pela cobrança da taxa de licenciamento e início do processo de acusação em caso de não pagamento. No entanto, a An Post sinalizou sua intenção de retirar-se do negócio de cobrança de taxas de licenciamento. A licença de TV irlandesa representa 50% da receita da RTÉ, a emissora nacional. O resto vem de publicidade nas transmissões da RTÉ em suas estações de rádio e TV. Além disso, alguns serviços da RTÉ, como RTÉ 2fm, RTÉ Aertel, RTÉ.ie, e a rede de transmissão operam em uma base inteiramente comercial.
A taxa de licença não vai inteiramente para a RTÉ. Após os custos de cobrança, 5% são utilizados para a Autoridade de Radiodifusão do "Sound and Vision Scheme" da Irlanda, que fornece um fundo para a produção de programas e a restauração de material de arquivo aberto a aplicações de qualquer parte. 5% do que o RTÉ então recebe é concedido ao TG4, o canal voltado aos falantes de irlandês, assim como um requisito para fornecer programação. O restante do financiamento do TG4 é proveniente de subsídios estatais diretos e renda comercial.
A licença aplica-se a uma determinada instalação, uma vez que é necessária uma licença separada para casas de férias ou veículos a motor que contenham uma televisão. A licença deve ser paga para instalações que possuam qualquer equipamento que possa potencialmente decodificar sinais de TV, mesmo aqueles que não recebem o sinal da RTÉ.

### Itália
Em 2014, a taxa de licença na Itália era de €113,50 por família com um aparelho de TV, independente do uso. Há também uma taxa de licença especial paga pelos proprietários de um ou mais aparelhos de TV ou rádio em instalações públicas ou de qualquer maneira fora do contexto doméstico, independente do uso. Em 2016, o governo optou por reduzir a taxa de licenciamento para 100 euros por agregado familiar e introduzir na conta de eletricidade, numa tentativa de eliminar a evasão.
São dois terços da receita da RAI (cerca de metade da renda há cerca de sete anos), que também transmite publicidade, em 2014, com cerca de um quarto da receita.

### Japão
No Japão, a taxa de licença anual (em japonês: 受信料, jushin-ryō) para transmissões de televisão terrestre é de ¥ 15.490 (€ 144.29) (um pouco menos se pago por débito direto) e ¥ 25.520 (€ 237.72) para aqueles que recebem transmissões via satélite. Existe uma licença separada para aparelhos da TV em preto e branco, e as taxas são ligeiramente menores em Okinawa. A taxa de licença japonesa financia a emissora pública, a NHK.
Enquanto todas as famílias no Japão com um aparelho de televisão são obrigadas a ter uma licença, foi relatado em 2006 que "o não pagamento [havia se tornado uma epidemia" por causa de uma série de escândalos envolvendo a NHK. Conforme relatado em 2005, "não há multa ou qualquer outra forma de sanção por falta de pagamento".

### Maurício
A taxa de licença em Maurício é de 1200 rupias por ano (cerca de 29 euros). É recolhido como parte da conta de eletricidade. O produto da taxa de licença é usado para financiar a Mauritius Broadcasting Corporation (MBC). A taxa representa 60% do financiamento da MBC, sendo a maior parte do restante proveniente de comerciais de rádio e televisão. No entanto, com a introdução dos canais privados em 2002, houve pressão sobre a receita da MBC de comerciais e isso está diminuindo. Além disso, a MBC está afetando a lucratividade das estações privadas que querem que o governo libere a MBC comercialmente.

### Namíbia
A taxa de licenciamento na Namíbia era N$ 204 (cerca de € 23) em 2001. A taxa é usada para financiar a Namibian Broadcasting Corporation (NBC).

### Noruega
A taxa de licença na Noruega é de 2680,56 kr (317.946 euros) por ano. A taxa é obrigatória para qualquer proprietário de um aparelho de TV e é a principal fonte de renda da Norsk Rikskringkasting (NRK). A taxa de licença é cobrada por domicílio. Portanto, endereços com mais de um receptor de televisão geralmente requerem apenas uma única licença. Exceção é feita se a família incluir pessoas que moram em casa e que não são mais fornecidas pelos pais, por exemplo. estudantes que vivem em casa. Se as pessoas que não são cuidados parentais possuem uma televisão separada, devem pagar a taxa normal.

### Polónia
A taxa de licença atual (2018) na Polônia para aparelho de televisão é 22,70 zł por mês ou 245,15 zł por ano. A licença pode ser paga mensalmente, bimensalmente, trimestralmente, semestralmente ou anualmente, mas o custo total ao pagar com menos de um ano de antecedência é maior (até 10%). Aqueles que não têm TV, mas têm um rádio, devem pagar a licença somente de rádio que custa 7,00 zł por mês ou 84,00 zł por ano. A licença é coletada e mantida pelo correio polonês, o Poczta Polska.
Cerca de 60% da taxa vai para a Telewizja Polska, com o restante indo para a Rádio Polskie. Em troca, a televisão pública não tem permissão para interromper seus programas com propagandas (anúncios só são permitidos entre programas). A licença de TV é dispensada para pessoas com mais de 75 anos. Apenas uma licença é necessária para uma única família, independentemente do número de conjuntos, mas no caso de estabelecimentos comerciais uma licença para cada conjunto deve ser paga (incluindo rádios e TVs nos veículos da empresa). No entanto, instituições de saúde pública, berçários, instituições de ensino, hospícios e casas de repouso precisam pagar apenas uma única licença por edifício ou complexo de edifícios que ocupam.
Existe um grande problema com a evasão de licenças na Polônia. Isto deve-se à cobrança baseada no sistema de opt-in baseado na honestidade, em vez do sistema britânico de opt-out, ou seja, uma pessoa responsável pelo pagamento da licença tem de se registrar sozinha, não havendo meios eficazes para obrigar as pessoas registrar e processar os que não o fizerem. Além disso, como os inspetores de licenciamento, que geralmente são carteiros, não têm o direito de entrada para inspecionar as instalações e devem obter permissão do proprietário ou principal ocupante para entrar. Devido a isso, estima-se que cerca de 65% das famílias evadem a taxa de licenciamento, em comparação com uma média de 10% na União Europeia.
Em janeiro de 2018, o presidente do Conselho Nacional de Mídia anunciou que as taxas seriam abolidas e, a partir de 2019, seriam substituídas por verbas do orçamento do Estado.

### Portugal
A RTP era financiada através de fundos públicos e de publicidade. Desde 1 de setembro de 2003, o serviço público de rádio e televisão passou a ser financiado também com uma taxa. A "Taxa de Contribuição Audiovisual" é cobrada mensalmente através da fatura da eletricidade e o seu valor é atualizado à taxa anual de inflação.
Devido à crise econômica que o país sofreu, o modelo de financiamento da RTP mudou. Em 2014, os fundos públicos acabaram e a RTP passou a ser financiada apenas pela taxa e pela publicidade. Desde julho de 2016, a taxa é de €2.85 + IVA, sendo o valor final de €3.02 (€36.24 por ano).
A RTP1 pode apenas transmitir 6 minutos de publicidade por hora (enquanto que as televisões privadas podem transmitir o dobro do tempo). A RTP2 não pode transmitir publicidade assim como as estações de rádio. A RTP3 e a RTP Memória só podem transmitir publicidade nas plataformas de cabo, satélite e IPTV. Na TDT não podem transmitir publicidade.

### Reino Unido
É necessária uma licença de televisão para cada agregado familiar em que os programas de televisão são assistidos ou gravados à medida que são transmitidos, independentemente do método do sinal (terrestre, satélite, por cabo ou pela Internet). Em setembro de 2016, os usuários do BBC iPlayer também devem ter uma licença de televisão para assistir ao conteúdo de televisão on-demand do serviço. A partir de 1 de abril de 2017, após o término de um congelamento que começou em 2010, o preço de uma licença pode agora aumentar para levar em conta a inflação. A taxa de licença em 2018 é de £150,50 para uma televisão em cores e £ 50,50 para uma licença de TV em preto e branco. Como é classificado na lei como um imposto, a evasão de taxas de licença é um crime. 204.018 pessoas foram processadas ou multadas em 2014 por delitos de licença de TV: 173.044 na Inglaterra, 12.536 no País de Gales, 4.905 pessoas na Irlanda do Norte e 15 na Ilha de Man.
A taxa de licença é usada quase inteiramente para financiar serviços domésticos de rádio, televisão e internet da BBC. O dinheiro recebido da taxa representa aproximadamente 75% do custo desses serviços, com a maior parte do restante proveniente dos lucros da BBC Studios, um braço comercial da corporação que comercializa e distribui seu conteúdo fora do Reino Unido, e opera ou licencia serviços e marcas de televisão da marca BBC. A BBC também recebe algum financiamento do governo escocês para financiar o serviço de televisão em língua gaélica da BBC Alba na Escócia. A BBC recebia uma subvenção governamental direta do Foreign and Commonwealth Office para financiar serviços de rádio e televisão transmitidos para outros países, como a BBC World News, a rádio BBC World Service e a BBC Arabic Television. Esses serviços são executados sem fins lucrativos e não comerciais. A subvenção foi abolida em 1 de abril de 2014, deixando estes serviços a serem financiados pela taxa de licença do Reino Unido, um movimento que causou alguma controvérsia.
A BBC não é a única emissora de serviço público. O Channel Four também é um serviço público de televisão, mas é financiado por meio de publicidade e subsídios do governo. A emissora de língua galesa, S4C, no País de Gales é financiada através de uma combinação de subvenção direta do Departamento de Cultura, Mídia e Esporte, publicidade e recebe parte de sua programação gratuita pela BBC. Esses outros radiodifusores são todos muito menores que a BBC. Além das emissoras públicas, o Reino Unido tem uma ampla gama de televisão comercial financiada por uma mistura de publicidade e assinatura. Uma licença de televisão ainda é exigida dos telespectadores que apenas assistem a esses canais comerciais, embora 74,9% da população assistam à BBC One em qualquer semana, tornando-a o canal mais popular do país. Uma licença similar, mandada pelo Wireless Telegraphy Act de 1904, existia para rádio, mas foi abolida em 1971.

### República Checa
A taxa de licença na República Checa é de 135 Kč (€ 4.992 em julho de 2015) por mês a partir de 1 de janeiro de 2008. Este aumento destina-se a compensar a abolição de anúncios pagos exceto em circunstâncias estreitamente definidas durante um período de transição. Cada família paga por uma licença de TV, independentemente de quantos televisores eles possuem. As empresas e os autônomos devem pagar por uma licença para cada televisão.

### Sérvia
As taxas de licença na Sérvia são coletadas mensalmente e embutidas nas contas de eletricidade. Tem havido crescentes indicações de que o governo da Sérvia está considerando a suspensão temporária da taxa de licença até que uma solução de financiamento mais eficaz seja encontrada. No entanto, isto ainda não foi realizado.

### Suíça

#### Atualmente
De acordo com a Lei Federal Suíça sobre Rádio e Televisão (RTVA), qualquer pessoa que receba a recepção de programas de rádio ou televisão da emissora pública nacional SRG SSR deve ser registrada e está sujeita a uma taxa de licença. A taxa de licença é uma taxa fixa de 451,10 francos suíços por ano para TV e rádio, é paga por domicílio ou local de negócios e não por dispositivo. As pessoas que recebem apoio federal para idosos, sobreviventes ou deficientes recebem uma exceção às taxas (Art. 69b). A cobrança de taxas de licenciamento é administrada pela empresa Billag, que é uma subsidiária integral da empresa nacional de telecomunicações Swisscom. A grande maioria dos honorários, que totalizam 1,2 bilhão de francos suíços, vai para a SRG SSR, enquanto o resto do dinheiro vai para uma coleção de pequenos radiodifusores regionais de rádio e televisão. O não pagamento de taxas de licença acarreta em uma multa de até 100.000 francos (Art. 101).
Em 4 de março de 2018, houve um referendo pela extinção da Billag sob o slogan "No Billag". O atual parlamento defendeu um voto pelo não. Os eleitores rejeitaram a proposta em 71,6% para 28,4% e em todos os cantões.

#### A partir de 2019
A partir de 1 de janeiro de 2019, o sistema atual de taxas de licença de recepção foi modificado e substituído por uma taxa fixa de uso doméstico e uma tarifa de escala móvel para empresas. O encargo doméstico passou a ser de 365 francos suíços para famílias solteiras e de 730 francos suíços para várias famílias, e casas de idosos, albergues, etc. As pessoas com apoio federal a idosos, sobreviventes ou com deficiência continuararam recebendo uma exceção às taxas, enquanto as famílias que não podem receber transmissões de radiodifusão que atualmente estão isentas das taxas atuais foram obrigadas a receber em 2023.
Para esta nova mudança, o governo lançou um novo concurso público para coleta da taxa para famílias particulares. O contrato foi ganho pela empresa de seguros Secon AG. As cobranças serão feitas por uma nova subsidiária da Secon, Serafe AG.
Para as empresas, a taxa seria baseada no faturamento anual das empresas e uma taxa anual seria entre nada para empresas com faturamento anual inferior a 500.000 francos suíços e 35.590 francos suíços por ano para empresas com faturamento anual superior a um bilhão de francos. A taxa será cobrada pela Administração Tributária Federal da Suíça.

### Suécia
A atual taxa de licença na Suécia é de 2216 coroas suecas (234 euros) por ano. É recolhido em nome das três emissoras públicas (Sveriges Television, Sveriges Radio e Sveriges Utbildningsradio) pela Radiotjänst i Kiruna AB, que é propriedade conjunta destes.
A taxa paga por cinco canais de TV, 45 canais de rádio, além de TV e rádio na Internet. Na Suécia, o termo "licença de televisão" foi substituído nos anos 2000 por "taxa de televisão". A taxa é cobrada pela Radiotjänst de todas as residências que contêm um aparelho de TV, e a posse de tal dispositivo deve ser informada à Radiotjänst conforme exigido por lei. Uma taxa é cobrada por domicílio, independentemente do número de aparelhos de TV, em casa ou em locais alternativos de propriedade da residência, como casas de veraneio. Embora a taxa também pague pela radiodifusão, não há taxa para rádios.
Sugestões de substituir a taxa com um imposto ocorrem às vezes na mídia. Cerca de 90% dos agregados familiares informaram que possuem um aparelho de televisão e por isso precisam de pagar a taxa. No entanto, o número de domicílios que não contêm um aparelho de TV é considerado por Radiotjänst muito inferior aos 10% que não pagam licenças. O pessoal da Radiotjänst i Kiruna AB não tem autoridade para investigar dentro das famílias (por exemplo, apartamentos em andares mais altos).
Em fevereiro de 2013, a Radiotjänst i Kiruna AB mudou sua interpretação da lei de taxas de televisão sueca. Em sua nova interpretação, qualquer computador pessoal conectado à Internet também era considerado um aparelho de TV e, portanto, exigia o pagamento da taxa de TV. Em 12 de junho de 2014, esta interpretação foi declarada nula pelo Supremo Tribunal Administrativo da Suécia, levando a Radiotjänst a devolver as taxas cobradas ilegalmente.

### Turquia
De acordo com a lei, uma taxa de licença de 8% ou 16%, dependendo do tipo de equipamento, é paga à emissora pública TRT pelo produtor/importador do equipamento receptor de TV. Os consumidores pagam indiretamente essa taxa apenas por uma vez, na compra inicial do equipamento. Também o imposto de 2% é cortado de cada conta de eletricidade doméstica/comercial/industrial. No entanto, o governo tem planos para cancelar este imposto em breve e financiar a emissora estatal principalmente do orçamento do Estado.[carece de fontes?]
Nenhum registro é necessário para comprar um aparelho de TV.

## Países que aboliram a taxa de licença de televisão

### Austrália
As taxas de licença de rádio foram introduzidas na Austrália na década de 1920 para financiar as primeiras emissoras de propriedade privada, que não tinham permissão para vender publicidade. Com a formação da Australian Broadcasting Commission, de propriedade do governo, em 1932, as taxas de licença foram usadas para financiar as transmissões da ABC, enquanto as estações de propriedade privada foram autorizadas a buscar receita de publicidade e patrocínio. As taxas de licenciamento de televisão também foram introduzidas em 1956, quando a ABC começou a transmitir transmissões de TV. Todas as taxas de licenciamento foram abolidas em 1974 pelo governo do Partido Trabalhista Australiano, liderado por Gough Whitlam, com base no fato de que a quase universalidade dos serviços de rádio e televisão significava que o financiamento público era um método mais justo de fornecer receita para emissoras de rádio e televisão de propriedade do governo. Desde então, a ABC passou a ser financiada por subsídios do governo, totalizando agora cerca de US$ 1,13 bilhão por ano, e suas próprias atividades comerciais (merchandising, venda de programas no exterior, etc.).
Em 1964, a Licença de Televisão Australiana, emitida em um cartão perfurado, custava £6 (A$ 12); a multa por não ter uma licença era de £ 100 (A$ 200).

### Bélgica

#### Flandres
A região de Flandres da Bélgica e Bruxelas aboliram a sua licença de televisão em 2001. A emissora flamenga VRT é agora financiada pela tributação geral.

#### Valónia
A partir de 1 de janeiro de 2018, a taxa de licença na região da Valónia foi abolida. Todas as licenças ainda em vigor neste momento permaneceram em vigor e foram pagas até o período terminar, mas não foram renovadas após esse período (por exemplo, uma licença com início em 1 de abril de 2017 ainda precisará ser paga até 31 de maio de 2018. A partir daí, não precisará pagar por uma licença).
A taxa de licenciamento na região da Valónia na Bélgica (abrangendo as comunidades francófona e alemã) era de € 100,00 para televisão. Apenas uma licença era necessária para cada família com um receptor de TV funcional, independentemente do número, mas cada automóvel com um rádio tinha que ter uma licença de rádio de carro separada. Os rádios domésticos não exigiam uma licença. O dinheiro arrecadado pela taxa era usado para financiar as emissoras públicas francesas e alemãs da Bélgica (RTBF e BRF, respectivamente). A taxa de licença de TV era paga por pessoas com sobrenome começando com uma letra entre A e J entre 1 de abril e 31 de maio; aqueles com sobrenomes que começam com uma carta entre K e Z, pagavam entre 1 de outubro e 30 de novembro. Pessoas com certas deficiências estavam isentas de pagar a taxa de licença de televisão. Pessoas com certas deficiências estavam isentas de pagar a taxa de licença de televisão. Hotéis e estabelecimentos de alojamento similares pagavam uma taxa adicional de € 50,00 por cada aparelho de TV adicional entre 1 de janeiro e 1 de março.

### Bulgária
Atualmente, as emissoras públicas Televisão Nacional da Bulgária e Rádio Nacional da Bulgária são quase inteiramente financiadas pelo orçamento nacional da Bulgária. Após a queda do comunismo e a ascensão da democracia nos anos 1990, o tópico do financiamento da televisão pública e da radiodifusão foi amplamente discutido. Uma das soluções para coletar os fundos foi coletar uma taxa de usuários de cada cidadão da Bulgária. O Parlamento aprovou e incluiu a taxa na Lei de Rádio e Televisão; no entanto, o presidente impôs um veto à lei e iniciou-se uma discussão pública sobre a justiça da decisão. Os críticos argumentavam que isso é inaceitável, já que muitas pessoas estarão pagando por um serviço que podem não estar usando. O parlamento decidiu manter a resolução na lei, mas impôs um regime temporário de financiamento das emissoras através do orçamento nacional. A lei não foi alterada até hoje; no entanto, o regime temporário ainda está em vigor e tem sido constantemente prolongado. Como resultado, não há taxa a pagar. Atualmente, os fundos provêm do orçamento nacional.

### Chipre
O Chipre costumava ter um imposto indireto mas obrigatório para a CyBC, a emissora pública. O imposto foi adicionado às contas de eletricidade, e o valor pago dependia do tamanho da casa. No final da década de 1990, foi abolido devido à pressão de emissoras comerciais de rádio e TV. A CyBC é atualmente financiado por publicidade e subsídios do governo.

### Finlândia
A Finlândia aboliu sua taxa de televisão em 1 de janeiro de 2013, substituindo-a por uma taxa diferenciada chamada de "imposto Yle". Ao contrário da taxa anterior, o imposto é progressivo, o que significa que as pessoas que ganham menos pagam menos e vice-versa - de € 50 a € 140, dependendo do rendimento. No entanto, o novo imposto também é aplicado a todos os adultos e não apenas uma vez por domicílio, o que significa, na prática, que sob o novo sistema, alguns pagarão menos do que antes e outros pagarão mais. Os assalariados de renda muito baixa são completamente isentos do imposto Yle.
Antes da introdução do imposto Yle, a taxa de televisão na Finlândia costumava estar entre € 244,90 e € 253,80 (dependendo do intervalo de pagamentos) por ano para um agregado familiar com TV (a partir de 2011). Foi a principal fonte de financiamento para a Yleisradio (Yle), um papel que agora foi assumido pelo imposto Yle.

### Hong Kong
Hong Kong tinha uma taxa de licenciamento de rádio e televisão pela Rádio Hong Kong (RHK) e pela Rediffusion Television, apesar de ter sido uma colônia da coroa britânica até 1997. A licença custava US$ 36 por ano. As transmissões terrestres de rádio e televisão via satélite eram sempre gratuitas desde 1967, não importando se são analógicas ou digitais.
Havia programas de televisão públicos produzidos pela Rádio e Televisão de Hong Kong (RTHK). A RTHK é financiada pelo governo de Hong Kong, antes de ter seu próprio canal de TV, usou canais de televisão comerciais para transmitir seus próprios programas e cada um dos quatro canais de TV comerciais terrestres tradicionais de Hong Kong (TVB Jade e ATV Home, que transmitiam em língua cantonesa e a TVB Pearl e ATV World, que transmitiam em inglês) eram obrigados a transmitir 2,5 horas de programação de serviço público por semana. No entanto, não existe tal requisito para os novos canais digitais.
Desde 2017, a RTHK possui três canais de televisão digital: RTHK 31, RTHK 32 e RTHK 33. Os programas da RTHK retornarão aos canais da RTHK no futuro.

### Islândia
A taxa de licença de TV para a emissora estatal RÚV, da Islândia, foi abolida em 2007. Em vez disso, uma taxa de 17.200 coroas islandesas é coletada de todas as pessoas que pagam imposto de renda, independentemente de usarem televisão e rádio.

### Índia
A Índia introduziu um sistema de licenças para receptores de rádio em 1928 para a All India Radio Aakaashavani. Com o advento da transmissão televisiva em 1956-57, a televisão também foi licenciada. Com o surto de emissoras de televisão a partir de 1971-72, uma companhia de radiodifusão separada, Doordarshan, foi formada. As licenças de rádio e TV em questão precisavam ser renovadas nos correios anualmente. O prêmio anual por rádio era de 15 rupias nas décadas de 1970 e 1980. Selos de licença de rádio foram emitidos para este propósito. Em 1984, o sistema de licenciamento foi retirado com ambas as emissoras públicas nacionais indianas, AIR e Doordarshan, financiadas pelo governo da Índia e pela publicidade.

### Israel
O imposto televisivo de Israel foi abolido em setembro de 2015, retroativamente a janeiro de 2015. A licença de televisão para 2014 em Israel foi de 345 novos shekeles (76 €) e a licença de rádio (apenas para proprietários de automóveis) foi de 136 novos shekeles (30 €). A taxa de licenciamento era a principal fonte de receita para a Autoridade de Radiodifusão de Israel, a emissora estatal, que foi fechada e substituída pela Israeli Broadcasting Corporation em maio de 2017; no entanto, suas estações de rádio carregam publicidade completa e alguns programas de TV são patrocinados por empresas comerciais.

### Liechtenstein
Para ajudar a financiar uma rede nacional de transmissão por cabo entre 1978 e 1998, ao abrigo da Lei da Rádio e Televisão, o Liechtenstein exigiu uma licença anual de radiodifusão doméstica para as famílias que tinham equipamento de recepção de radiodifusão. A taxa anual que foi solicitada pela última vez em 1998, chegou a 180 francos suíços. No total, isso proporcionou uma renda de 2,7 milhões de francos, dos quais 1,1 milhão foram para a PTT e 250.000 francos suíços para a emissora suíça SRG. Desde então, o governo substituiu isso por uma verba anual do governo para a mídia pública de 1,5 milhão de francos suíços, administrada sob a supervisão da Mediakommision.
A única estação de rádio do principado, a Radio Liechtenstein, foi fundada como uma estação de música comercial privada em 1995. Em 2004, foi nacionalizada pelo governo sob a propriedade de Liechtensteinischer Rundfunk, para criar uma estação pública nacional de transmissão de notícias e música. A estação é financiada por comerciais e pela concessão de radiodifusão pública. Uma emissora de televisão comercial, a 1FLTV, foi lançada em agosto de 2008.
Houve sugestões de reintrodução de uma taxa de radiodifusão pública no Liechtenstein e, no orçamento do governo para 2014-2017, tal como a proposta. No entanto, este foi rejeitado em 2015. Uma razão possível é que dois terços dos ouvintes da Radio Liechtenstein são suíços e não pagariam essa taxa.

### Malásia
Até ser descontinuada em 2000, a licença de televisão na Malásia era de 24 ringuites por ano (2 ringuites por mês), uma das taxas mais baixas para o serviço de televisão no mundo. Agora, a RTM é financiada por impostos e propaganda do governo, enquanto a Media Prima possui outros quatro canais de TV privados (TV3, NTV7, 8TV e TV9). Os outros dois, TV Alhijrah e WBC, são emissoras menores. Astro é um serviço de televisão por assinatura, por isso operam com as taxas mensais que lhes são pagas pelos clientes, funcionando de forma similar para a HyppTV e ABNXcess.

### Malta
A taxa de licença em Malta era de € 34,90. Foi usado para financiar a televisão pública maltesa TVM e as emissoras de rádio públicas Radio Malta e Radju Parliament administrados pela Public Broadcasting Services. Aproximadamente dois terços do financiamento da TVM vieram da taxa de licença, com grande parte do restante proveniente de comerciais. A licença de televisão de Malta foi abolida em 2011, quando o sistema de free-air foi descontinuado.

### Países Baixos
Desde 1967, a publicidade foi introduzida na televisão e rádio públicas, mas isso só foi permitido como um pequeno segmento antes e depois dos noticiários. Não foi até o final da década de 1980 que as chamadas "pausas comerciais flutuantes" foram introduzidos, essas pausas normalmente são segmentos de múltiplos comerciais com uma duração total de 1 a 3 minutos e são colocados entre programas, para permitir que os programas rodem ininterruptamente. Na época, a publicidade aos fins de semana ainda não era permitida, principalmente em parte devido à forte influência das igrejas. Em 1991, a publicidade aos domingos começou lentamente a ocorrer.
Com o plano de abolir a taxa de licenciamento em 2000 devido aos excessivos custos de coleta e para pagar pela televisão pública a partir de fundos públicos, o imposto de renda foi aumentado no final dos anos 1990 e o tempo máximo de intervalo comercial foi estendido para 5 e 7 minutos. A Nederlandse Publieke Omroep é agora financiada por subsídios governamentais e publicidade. A quantidade de tempo usada por intervalos comerciais não pode exceder 15% do tempo de transmissão disponível diariamente e 10% do tempo total anual disponível.

## Países que nunca tiveram uma taxa de licença de televisão

### Brasil
No Brasil, não há taxa ou licença de TV. A Fundação Padre Anchieta, que administra a TV Cultura e as rádios Cultura FM e Cultura Brasil, é financiada por repasses do Governo do Estado de São Paulo e por meio de anúncios e apoios culturais do setor privado. Em dezembro de 1997, chegou a ser criado um imposto estadual em São Paulo denominado "Taxa Educação e Cultura", que financiava a programação da TV Cultura e das emissoras da Rádio Cultura mantidas pela Fundação Padre Anchieta. A taxa era cobrada através das contas de energia elétrica e variava conforme o consumo de energia dos consumidores. No entanto, a cobrança da taxa foi declarada inconstitucional pelo Tribunal de Justiça do Estado de São Paulo. Os recursos públicos dedicados à TV Cultura (ou seja, o orçamento bruto da Fundação Padre Anchieta) foram de R$ 74,7 milhões em 2006, mas desses R$ 36,2 milhões foram doados por parceiros e patrocinadores da iniciativa privada.
Já a Empresa Brasil de Comunicação, a empresa pública do Governo Federal do Brasil que administra a TV Brasil e as rádios públicas (Rádio MEC e Rádio Nacional), é financiada pelo Orçamento Geral da União e pela Contribuição para o Fomento da Radiodifusão Pública, uma taxa cobrada de todas as empresas de mídia e de telecomunicações privadas que possuem concessões de uso de radiofrequências. A EBC também fornece licenciamento e produção de programas, propaganda institucional e prestação de serviços a instituições públicas e privadas.[carece de fontes?]

### Espanha
RTVE, a emissora pública, foi financiada por subsídios do governo e renda publicitária desde que foi lançada em 1937 (rádio) e 1956 (televisão). Embora as estações de rádio nacionais de propriedade do Estado tenham removido toda a publicidade em 1986, seus canais públicos de TV continuaram transmitindo intervalos comerciais até 2009. Desde 2010, a emissora pública é financiada por subsídios governamentais e impostos pagos por emissoras privadas de TV e empresas de telecomunicações.